# Lluentó

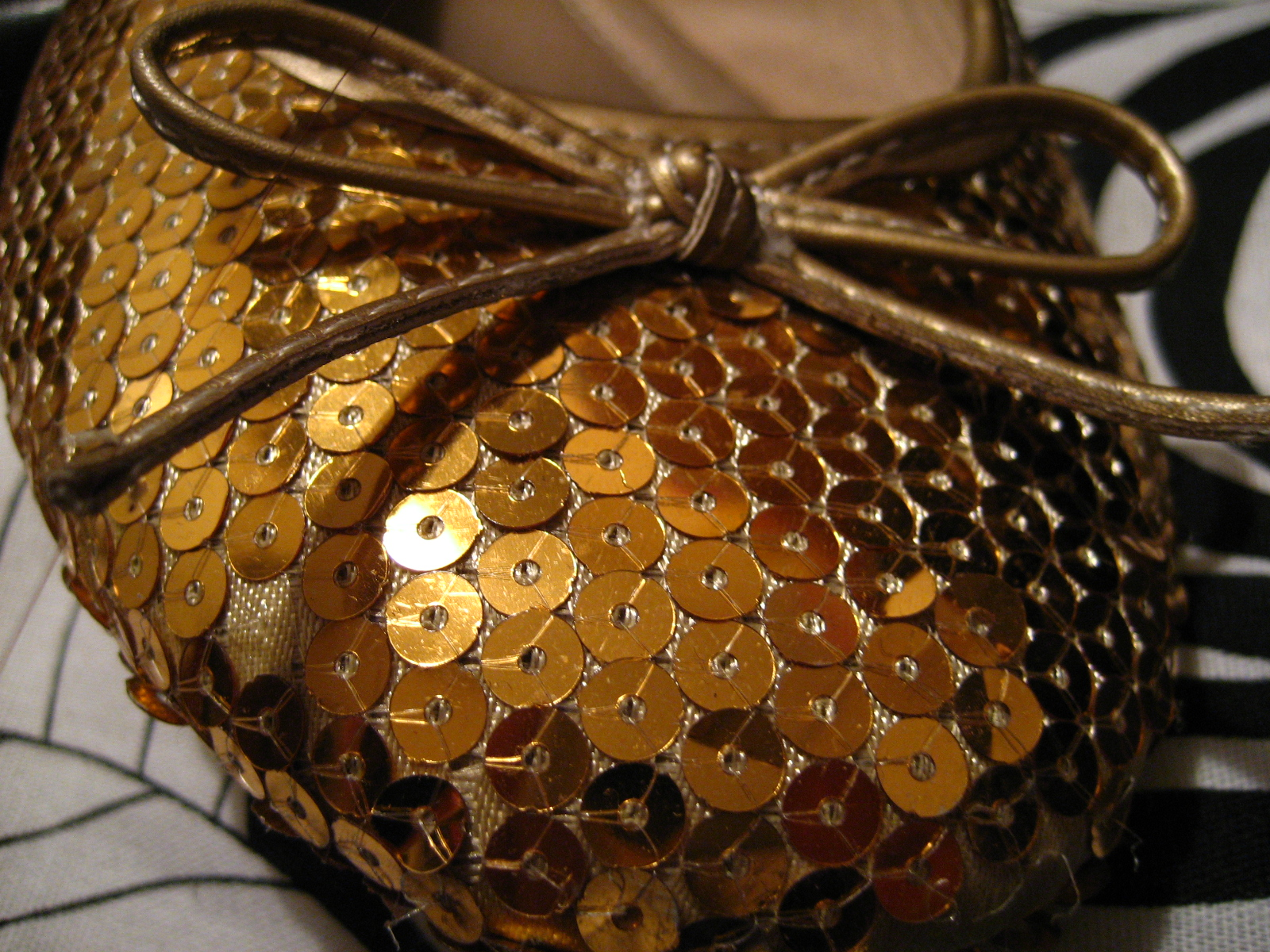
Sabata amb lluentons.

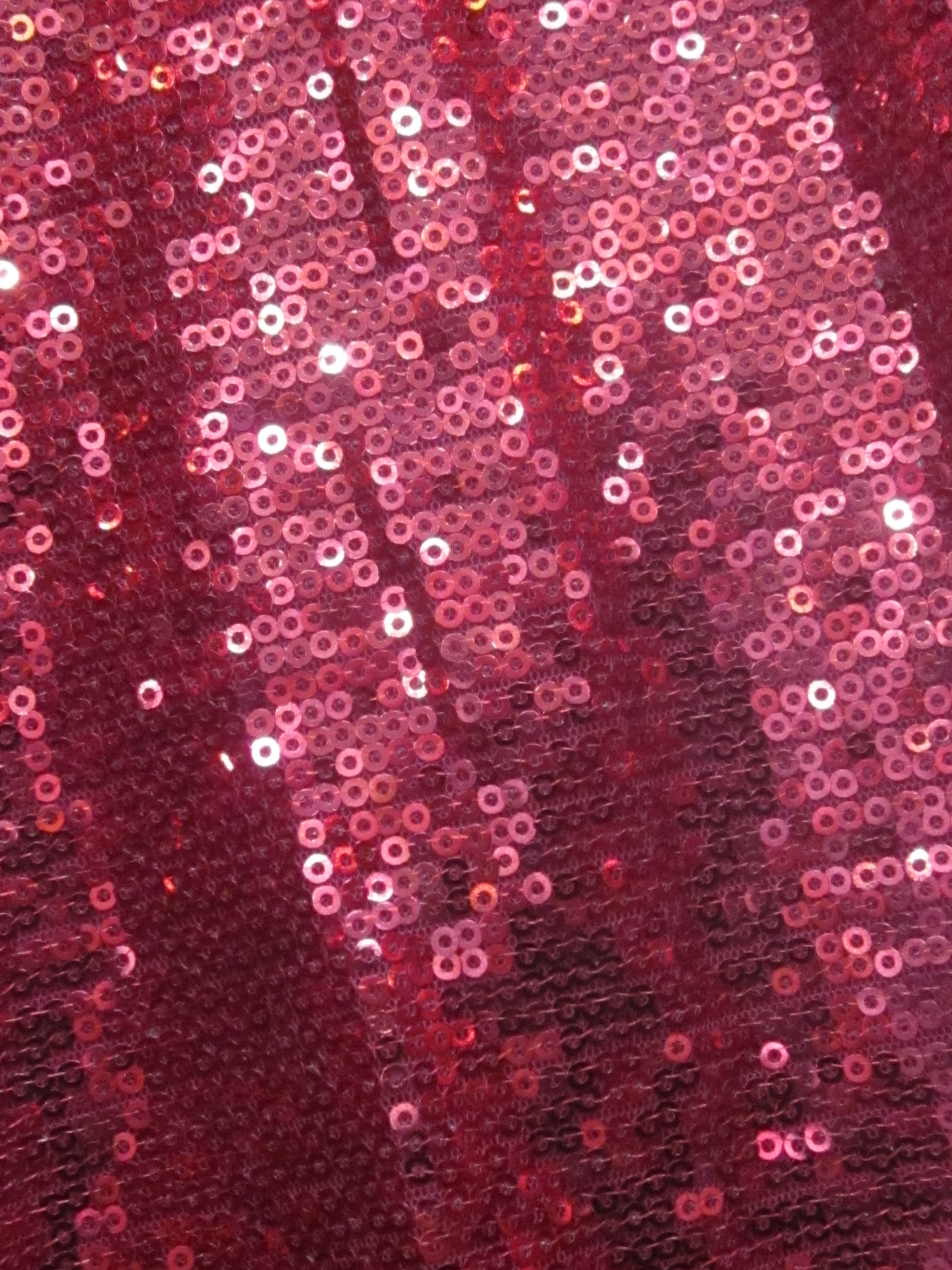
Tela amb lluentons rosa.

Un lluentó o llustrí és una xicoteta planxa brillant, generalment en forma de llentilla o circular, usada amb propòsits decoratius. Es troben disponibles en una àmplia varietat de colors i grandàries, i també amb altres formes geomètriques, com ara quadrades o estrelades. Els lluentons comunament s'utilitzen en la decoració de roba, joieria, bosses i altres accessoris.
Els lluentons grans, subjectes només per la part de dalt, s'han utilitzat en cartells i altres indicadors, particularment abans del desenvolupament dels rètols lluminosos i dels de neó.
En moda, el lluentó va tenir especial apogeu en els anys 20-50, especialment en dissenys més o menys atrevits per a dona; era freqüent el seu ús en el món del cinema i l'espectacle. En els anys 70, amb la febre de la música disco, el lluentó (anomenat en anglés sequin) va recuperar vigència i va guanyar protagonisme en moda masculina; les lluïen els Jackson Five, Bee Gees. Posteriorment, el lluentó es va considerar passat de moda, encara que actualment s'ha recuperat en les passarel·les, comunament dita amb el vocable francés paillette.
Malgrat que els lluentons de metall encara s'utilitzen, els moderns tendeixen a ser fets de plàstic. A l'antic Egipte tendien a ser fetes d'or, plata i bronze. En els teixits més econòmics els lluentons s'enganxen mitjançant sistemes mecànics, deixant un espai entre ells, encara que la manera tradicional de fixar-los és cosint-los. En uns casos es cusen pel centre, però en uns altres es cusen per dalt, de manera que pengen i es mouen fàcilment, per a atrapar i reflectir millor la llum. Alguns lluentons es fan amb facetes com les pedres precioses, per a augmentar la seua capacitat reflexiva.